# Cyométrinil
Le cyométrinil, ou N-(cyanométhoxy)benzénecarboximidoyl nitrile, est un composé organique de formule C10H7N3O qui appartient à la famille des acétonitriles et à celle des éthers d'oximes. 
Cette substance est un phytoprotecteur utilisé comme antidote d'herbicides de la famille des chloroacétanilides pour protéger les graines de sorgho lors de la germination. On l'emploie en particulier en enrobage des semences pour contrer l'effet phytotoxique du métolachlore ou de l'alachlore à l'égard du sorgho.